# Adolf Appellöf

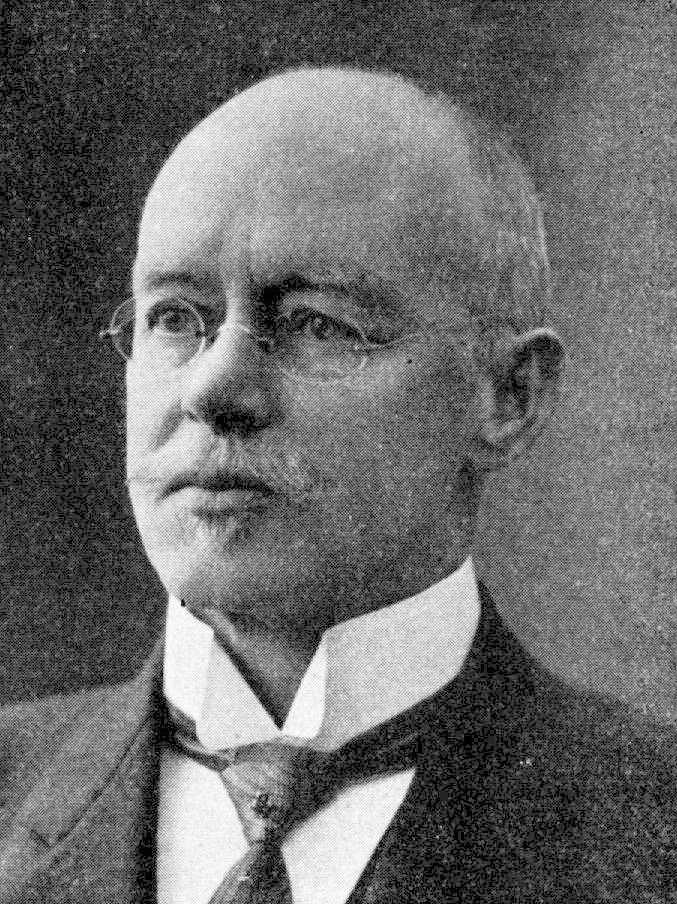
Adolf Appellöf

Jakob Johan Adolf Appellöf (* 2. November 1857 im Kirchspiel Garde auf Gotland; † 5. Januar 1921 in Uppsala) war ein schwedischer Zoologe, der vor allem durch seine Forschungen zu marinen Weichtieren, speziell zu embryonalen Tintenfischen und Seeanemonen bekannt wurde.

## Leben und Wirken
Appellöf war der Sohn des Priesters Johan Fredrik Appellöf (* 1826 in Mönsterås) und dessen Ehefrau Sofia Adolfina Maria (geborene Bolin, 1819–1897). 1877 erlangte er in Visby sein Abitur, worauf er an der Universität von Uppsala zu studieren begann, was ihm 1886 den Doktorgrad einbrachte. Ein Jahr später wurde er an der gleichen Einrichtung als Dozent eingestellt.
1890 wurde er als Konservator zum Museum im norwegischen Bergen berufen, wo er 1907 Leiter der zoologischen Abteilung wurde. 1910 zog Appellöf zurück nach Schweden, nachdem er an seiner ursprünglichen Alma Mater zum Professor für Anatomie ernannt wurde. Eine freizügige Spende des Konsuls Robert Bünsow ermöglichte ihm die Errichtung einer biologischen Station an der schwedischen Westküste beim Ort Fiskebäckskil. Mit dieser Station begann die Umgestaltung der marinen Biologie der Universität Uppsala zur wissenschaftlichen Disziplin.
Bei seinen Forschungen konzentrierte sich Appellöf auf die embryonale Entwicklung wirbelloser Tiere. So entdeckte er Gesetzmäßigkeiten im Lebenszyklus der Hummer, die für die Steuerung des Fischereigewerbes von Bedeutung waren.
Er war seit dem 10. Oktober 1892 mit Karoline Margarethe Charlotte (geborene Kökeritz, * 31. Januar 1866) verheiratet. Sie war die Tochter des Großhändlers Karl Fredrik Kökeritz aus Oslo.

## Bibliografie (Auswahl)
- Die Schalen von Sepia, Spirula und Nautilus, Studien über ihren Bau und Wachsthum. In: Kungl. Svenska vetenskapsakademiens handlingar. ISSN 0023-5377; N.F., 25, Nr. 7.
- Teuthologische Beiträge. 1–4 (1889–1892). In: Bergens museums aarsberetning och aarbog.
- Cephalopoden von Ternate. In: Abhandlung der Senckenbergischen naturforschenden Gesellschaft. Band 24, Heft 4, 1898.
- Über das Vorkommen innerer Schalen bei Octopoda. In: Bergens Museums Aarbog 1899.
- Über einige Resultate der Kreuzbefruchtung bei Knochenfischen. In: Bergens Museums Aarbog. 1894–1895.
- Zur Kenntnis der Edvardsien. In: Bergens Museums Aarbog. 1891.
- Studien über Actinien-Entwicklung. In: Bergens Museums Aarbog. Nr. 1, 1900.
- Meeresfauna von Bergen. Band 1–3 (1901–1906) doi:10.5962/bhl.title.10212 (archive.org).
- Untersuchungen über den Hummer: mit besonderer Berücksichtigung seines Auftretens an den Norwegischen Küsten. In: Bergens Museums Skrifter. ISSN 0365-981X; 8; N.R., 1:1, 1909; (mit der Joachim-Friele-Goldmedaille ausgezeichnet).